# Financiamento climático nas Filipinas

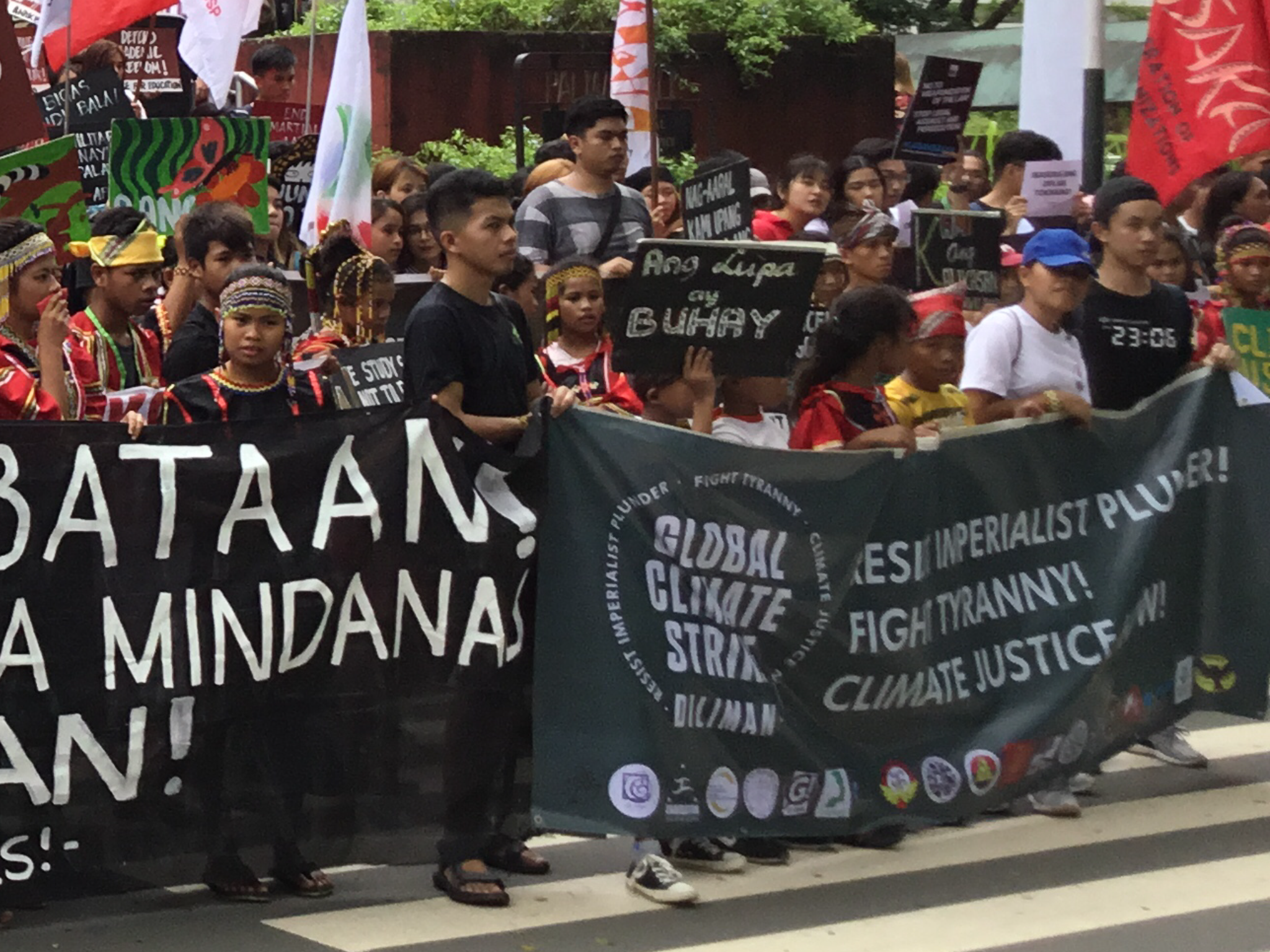
Protestos em Manila durante a greve climática de setembro de 2019

O financiamento climático nas Filipinas é um assunto relevante em um arquipélago de milhares de ilhas no Pacífico que figura entre os países mais vulneráveis às mudanças climáticas (3º lugar no World Risk Index 2017). Essa condição torna frequentes eventos extremos (tufões, inundações, secas) que provocam graves perdas econômicas e sociais; por exemplo, o tufão Haiyan (2013) matou cerca de 6.340 pessoas e causou aproximadamente 12,9 bilhões dólares em danos, elevando em 2,3 milhões o número de filipinos abaixo da linha da pobreza.
Diante desse cenário, o governo estabeleceu políticas e estruturas de financiamento climático para mitigar riscos e adaptar comunidades: criou-se o People’s Survival Fund (PSF) em 2012 – um fundo público anual de pelo menos 1 bilhão de pesos filipinos para ações de adaptação comunitária – e em 2021 foi lançado o Sustainable Finance Roadmap, plano nacional para alinhar investimentos públicos e privados na economia verde. As metas financeiras seguem compromissos internacionais (NDC, NAP) e visam cumprir o Acordo de Paris, incorporando recursos públicos, privados e cooperação externa para enfrentar os desafios ambientais das Filipinas.

## Definição
Não existe um consenso definitivo sobre a definição de financiamento climático, mas o termo é amplamente utilizado para designar recursos financeiros mobilizados por atores públicos e privados, em níveis global e local, com o objetivo de apoiar atividades de mitigação e adaptação às mudanças climáticas. Segundo a UNFCCC, o financiamento climático deve ser caracterizado pela natureza das atividades financiadas — em vez de pelos provedores, intermediários ou instrumentos financeiros — focalizando-se em resultados de adaptação e mitigação. A COP (Conferências das Nações Unidas sobre as Mudanças Climáticas) 15 de Copenhagen, em dezembro de 2009, estabeleceu o compromisso político de mobilizar 100 bilhões de dólares anuais até 2020 para ações climáticas em países em desenvolvimento, consagrando a meta em acordos posteriores. Na COP16 de Cancun, em novembro de 2010, decidiu-se criar o GCF como fundo multilateral para prover financiamento de longo prazo a projetos de mitigação e adaptação, formalizado em 2010 e operacionalizado a partir de 2015.

## Contexto filipino

### Vulnerabilidades climáticas
O país enfrenta frequentes desastres naturais: em média ocorrem 8–9 tufões anualmente, além de atividades sísmicas pelo cinturão de fogo do Pacífico. Estudos estimam que ciclones acirrados pelo aquecimento global têm diminuído em cerca de 7% a renda média dos domicílios filipinos. Eventos extremos recentes ilustram essa vulnerabilidade: o Haiyan (2013) não só provocou milhares de mortes, mas reduziu em 0,3–1% o crescimento econômico em 2013–2014 e empurrou milhões à pobreza. As perdas médias anuais com desastres chegam a cerca de 3,5 bilhões de dólares. Outro risco crítico é o aumento do nível do mar: projeções indicam elevação de até 0,6 m, colocando sob risco 60% dos municípios costeiros e cerca de 13,6 milhões de habitantes. Esses desafios ambientais – tufões intensos, inundações urbanas, erosão costeira e estiagens – exigem estratégias de resiliência e finanças especializadas para reduzir os impactos econômicos e sociais nas Filipinas.

### Marcos legais e institucionais
A base jurídica do financiamento climático filipino é formada principalmente pela Lei de Mudanças Climáticas (Republic Act 9729/2009), que instituiu a Climate Change Commission (CCC) – órgão autônomo ligado diretamente ao gabinete presidencial. A CCC passou a ser o único ente encarregado de coordenar, monitorar e avaliar todas as políticas, estratégias e planos nacionais de ação climática. Em 2012, a Lei 10174 criou o People’s Survival Fund (PSF) para financiar, a longo prazo, projetos de adaptação de comunidades e governos locais mais vulneráveis. Esse fundo é gerido por um conselho interministerial presidido pelo Secretário da Fazenda, integrando representantes do Orçamento (DBM), Planejamento (NEDA), Interior (DILG) e da Comissão do Bem-Estar da Mulher (PCW). Complementam o arcabouço institucional o plano quinquenal de adaptação (NCCAP) e planos setoriais (NDCIP e NAP) que explicitam programas e necessidades financeiras para mitigação e adaptação. Desde 2015, o Climate Change Expenditure Tagging (rastreamento orçamentário climático) é aplicado via memorando conjunto DBM-CCC, garantindo identificação de gastos em projetos verdes no orçamento público. Além disso, formou-se em 2021 o Inter-Agency Sustainable Finance Task Force (conhecido como “Green Force”), co-presidido pelo DOF e pela CCC, para implementar o Roadmap e harmonizar políticas fiscais e regulatórias de projetos sustentáveis. Entre os principais atores governamentais na governança climática estão ainda os ministérios da Energia, Meio Ambiente (DENR), Economia e Transportes, além de agências financeiras estatais como o banco central (BSP) e instituições de crédito público, que coordenam programas e linhas de financiamento verde.

## Financiamento

### Público
As fontes oficiais de financiamento climático incluem tanto orçamentos gerais quanto fundos especiais. O PSF é um exemplo-chave: por lei, recebe ao menos 1 bilhão de pesos filipinos anuais para projetos de adaptação em comunidades vulneráveis. O governo também inseriu despesas climáticas no orçamento nacional, resultando, por exemplo, em 453,11 bilhões de pesos filipinos alocados para clima em 2023 – 56,4% a mais que em 2022. Desses recursos, destacam-se programas de abastecimento de água (264,89 bilhões de pesos filipinos) e infraestrutura de energia renovável (131,51 bilhões de pesos filipinos). Projetos concretos têm recebido grandes aportes: o Departamento de Obras Públicas destinou 168,90 bilhões de pesos filipinos para sistemas de controle de enchentes, e o programa nacional de reflorestamento (via DENR) obteve 2,49 bilhões de pesos filipinos. Para mitigar emissões, existem incentivos fiscais: a Lei de Energia Renovável (2008) prevê 7 anos de isenção de imposto de renda para produtores renováveis e alíquota de IVA zero sobre a energia elétrica limpa. O Banco Central das Filipinas apoiou com medidas facilitadoras – ampliou em 15% o teto de crédito para projetos sustentáveis e zerou os depósitos compulsórios para títulos verdes emitidos até 2025. No âmbito externo, o governo firma convênios bilaterais e multilaterais. Em 2025, por exemplo, empréstimos oficiais do Japão (via JICA) somaram 65,43 bilhões de pesos filipinos para infraestrutura e programas de resiliência climática. O governo também busca cofinanciamento de fundos globais: no Green Climate Fund e Global Environment Facility foram obtidos financiamentos para projetos de alerta antecipado e de adaptação agrícola nas Filipinas.

### Privado
O setor privado participa via investimentos diretos e instrumentos financeiros verdes. Empresas filipinas líderes lançaram papéis verdes e sustentáveis: desde 2019 já foram emitidos 4,8 bilhões de dólares em "Green, Social and Sustainability Bonds" (rótulo GSS) por companhias nacionais – 29% do total emitido na ASEAN. Além disso, gestores e investidores institucionais aderem cada vez mais aos critérios ESG, criando fundos focados em projetos climáticos e energia limpa. Exemplos notáveis vêm de esquemas de blended finance: o fundo “South East Asia Clean Energy Fund II” (SEACEF II), lançado em 2025, mobilizou 175 milhões de dólares de capital público, filantrópico e privado para financiar empresas emergentes de energia renovável na região (com investimentos iniciais já realizados também nas Filipinas). Instituições financeiras privadas (bancos comerciais, seguradoras e gestoras) apoiam o mercado verde por meio de crédito e seguros especializados; por exemplo, o BSP incentivou os bancos a fornecerem maior crédito verde e apoiou a emissão de títulos sustentáveis no mercado doméstico. Em síntese, capital privado flui para o país via projetos de energia renovável, eficiência energética e infraestrutura limpa, bem como por meio de instrumentos financeiros inovadores – como títulos verdes e fundos ESG –, complementando os esforços governamentais de financiamento climático.

## Cooperação internacional e financiamento externo
As Filipinas também contam com acordos e fundos internacionais. No âmbito das Nações Unidas, foram apresentadas estratégias (NDC, NAP) alinhadas aos objetivos globais, permitindo acessar mecanismos de financiamentos externos. Por exemplo, recursos do GCF e do GEF foram alocados para projetos nacionais como o Sistema de Alerta Multirrisco (forecasting) e a iniciativa “Adapting Philippine Agriculture to Climate Change”. Em âmbito bilateral, o país integra parcerias como a Iniciativa Financeira Global do Canadá: o governo canadense comprometeu-se, até 2026, a apoiar as Filipinas em biodiversidade, mitigação, adaptação e equidade de gênero dentro de um envelope global de 5,3 bilhões de dólares de financiamento climático. Parcerias com agências de desenvolvimento – como USAID, JICA e UE – fornecem doações e empréstimos subsidiados para infraestrutura resiliente e eletrificação rural; por exemplo, empréstimos da JICA de 2025 incluíram projetos de controle de enchentes metropolitanas. Instituições multilaterais (Banco Mundial, ADB, BID) oferecem linhas de crédito e garantias específicas para energia limpa e adaptação costeira. Além disso, as Filipinas participam de iniciativas regionais e financiamento climático global, tendo recebido apoio técnico e financeiro de órgãos como o NDC Partnership, Green Fund Board das Nações Unidas e instituições de pesquisa internacional. Assim, a cooperação internacional aumenta o fluxo de recursos para projetos nacionais, seja por meio de financiamentos dedicados ou de integração nas estratégias globais de mudança do clima.

## Principais setores beneficiados
Diversos setores recebem os recursos do financiamento climático. No campo energético, projetos de fontes renováveis (solar, eólica, hidrelétrica, geotérmica) são alvos prioritários: por exemplo, o Renewable Energy Trust Fund (RETF) financia pesquisa, demonstração e expansão da capacidade renovável no país. Governos federal e locais também aplicam verbas em adaptação urbana e rural – como drenagem de bacias hidrográficas e reservatórios – beneficiando comunidades vulneráveis. O setor de infraestrutura de resiliência tem sido intensamente financiado: o DPWH recebeu centenas de bilhões para diques, repelentes e obras de mitigação de enchentes. Na agricultura, fundos climáticos suportam sistemas de irrigação inteligente, adoção de sementes resistentes e programas de seguro agrícola, buscando garantir a segurança alimentar frente a secas e enchentes. Em florestas e meio ambiente, iniciativas de conservação (como o programa nacional de reflorestamento) receberam aportes, promovendo a captura de carbono e protegendo biodiversidade – por exemplo, 2,49 bilhões de pesos filipinos foram reservados para reflorestamento na última década. A mobilidade e infraestrutura urbana também recebem atenção: parte dos recursos tem sido destinada à modernização de sistemas de transporte e projetos de infraestrutura verde (linhas de ônibus elétricos, ciclovias, sistemas de abastecimento renovável de água), visando reduzir emissões e aumentar a adaptação climática nas cidades. De modo geral, a maioria dos investimentos se concentra em energia limpa, adaptação de recursos hídricos, agricultura resiliente e conservação ambiental, conforme planejado pelos mecanismos de financiamento climático do país.

## Impactos e resultados
As iniciativas financiadas têm gerado benefícios concretos, embora ainda existam desafios em medir plenamente seus impactos. Estudos recentes apontam efeitos positivos: estima-se que se o país investir 0,5% do PIB em adaptação hoje evitaria danos futuros equivalentes a até 4% do PIB até 2100. De fato, o país registrou resultados práticos, como aumento substancial de capacidade renovável (em 2024 adicionou-se cerca de 794 MW de nova geração limpa) e melhorias em sistemas de controle de enchentes urbanas. Projetos de alerta antecipado (multirrisco) e gestão hídrica também foram implementados com apoio internacional, o que tende a reduzir perdas humanas e materiais. Em contrapartida, análises independentes indicam que até 2020 apenas seis projetos de adaptação (cerca de 6,5 milhões de dólares) haviam sido concluídos pelo PSF desde sua criação, refletindo baixa execução inicial. No plano social, observa-se que eventos climáticos antigos tiveram grande impacto: por exemplo, após o tufão Haiyan de 2013 o país registrou um acréscimo de 2,3 milhões de pessoas na pobreza. Adicionalmente, os gastos públicos em clima vêm crescendo rapidamente – em média +21,3% ao ano de 2015 a 2023 – o que demonstra maior compromisso orçamentário. Resumidamente, as iniciativas financiadas já resultaram em obras de infraestrutura e em programas de adaptação que melhoram a resiliência, contribuindo para mitigar danos econômicos e sociais, embora a plena eficácia ainda dependa de melhor monitoramento e escala dos projetos.

## Desafios e perspectivas
Apesar dos avanços, há críticas sobre a distribuição e eficiência dos recursos climáticos. Relatos especializados apontam que barreiras institucionais comprometeram a implementação de muitos projetos: diretrizes vagas, baixa capacitação técnica local e morosidade burocrática foram citadas como entraves no uso dos fundos climáticos. A exigência de projetos voltados ao clima muitas vezes esbarra em dificuldades operacionais, resultando em poucos beneficiários iniciais. Em especial, o PSF sofreu críticas por ser difícil de acessar: anualmente apenas umas poucas localidades conseguiam aprovar projetos, o que sugere problemas de governança interna. De fato, o número de projetos de adaptação efetivamente executados ficou muito abaixo das expectativas iniciais (seis projetos em 8 anos). Essas falhas alimentam questionamentos sobre transparência e distribuição dos recursos: analistas apontam riscos de que haja ênfase em iniciativas “rotineiras” sem relação clara com adaptação climática, além de falta de envolvimento adequado da sociedade civil.
As projeções apontam amplo espaço de expansão e aprimoramento do financiamento climático nas Filipinas. O governo anunciou a elaboração de um “Climate Finance Strategy” (CFS) nacional para articular as prioridades e aumentar a captação de recursos. Para 2025, a agenda inclui a finalização do quadro regulatório para emissões de carbono (mercado voluntário e mecanismos do Artigo 6 do Acordo de Paris), o fortalecimento do Task Force interinstitucional (Green Force) – com reuniões regulares de monitoramento e possível inclusão de órgãos adicionais como a Tesouraria e o PHILGUARANTEE – e a implementação plena do Sustainable Finance Roadmap. Em 2021 foi lançado esse Roadmap como um plano mestre para coordenar investimentos verdes públicos e privados e o governo segue trabalhando no marco para emissão dos primeiros títulos verdes soberanos. Nos próximos anos espera-se que emergam novos mecanismos híbridos (“blended finance”), conforme sugerido em fóruns internacionais, combinando doações, empréstimos concessionais e garantias para atrair investidores privados. Paralelamente, políticas de longo prazo (como o Plano Nacional de Adaptação) serão aceleradas, e o país deverá aprofundar parcerias financeiras externas. Entre os desafios, especialistas destacam a necessidade de ampliar a base de projetos elegíveis, alinhar totalmente orçamentos públicos ao clima e formar capacidades locais para gestão financeira. Segundo a própria NDCP, só as medidas de mitigação até 2030 demandam cerca de 72 bilhões de dólares em investimentos, o que evidencia a escala do financiamento ainda a captar. Em síntese, governos, bancos e especialistas veem como oportunidade estruturar fontes adicionais – títulos verdes, mercados de carbono, fundos ESG – e superar as lacunas atuais, de modo a apoiar o desenvolvimento econômico resiliente e sustentável das Filipinas no futuro.